# Christian Bale
Christian Bale (* 30. ledna 1974) je britský herec. Je známý svými extrémními hereckými metodami a často pro své role podstupoval drastické proměny těla. Hrál například ve filmech Království ohně, Batman začíná, Americké psycho či Temný rytíř. Do češtiny jej nejčastěji dabuje David Novotný.
Za svou hereckou kariéru získal mnohá ocenění, včetně Ceny akademie nebo dvou Zlatých glóbů, a v roce 2011 byl zařazen do seznamu stovky nejvlivnějších světových osobností amerického časopisu Time.

## Kariéra
Bale se narodil anglickým rodičům v Haverfordwestu ve Walesu. Svou první roli si zahrál ve svých 13 letech ve filmu Říše slunce (1987) od Stevena Spielberga. Po řadě více či méně významných rolí, včetně filmu Malé ženy (1994), zaznamenal kariérní průlom ve filmu Americké psycho (2000), kde ztvárnil sériového vraha Patricka Batemana. Tento snímek se stal později kultovním filmem. Pro roli v psychologickém thrilleru Mechanik (2004) shodil 29 kg své tělesné váhy a během šesti měsíců naopak 45 kg přibral pro postavu Batmana v superhrdinském filmu Christophera Nolana Batman začíná (2005). Později si tuto roli zopakoval v pokračováních Temný rytíř (2008) a Temný rytíř povstal (2012).
Bale se dále představil v dobovém dramatu Dokonalý trik (2006), westernu 3:10 Vlak do Yumy (2007), sci-fi Terminator Salvation (2009) a v kriminálním filmu Veřejní nepřátelé (2009). Získal Zlatého glóba a Cenu akademie za vedlejší roli Dickyho Eklunda v biografickém filmu Fighter (2010) od režiséra Davida O. Russella. Následovaly oscarové nominace za role v Russellově černé komedii Špinavý trik (2013) a v satirách od Adama McKaye Sázka na nejistotu (2015) a Vice (2018). Za tento snímek získal již svého druhého Zlatého glóba. V roce 2019 se představil jako automobilový závodník Ken Miles ve filmu Le Mans '66 od režiséra Jamese Mangolda. Za tuto roli byl opět nominován na Oscara.

## Osobní život

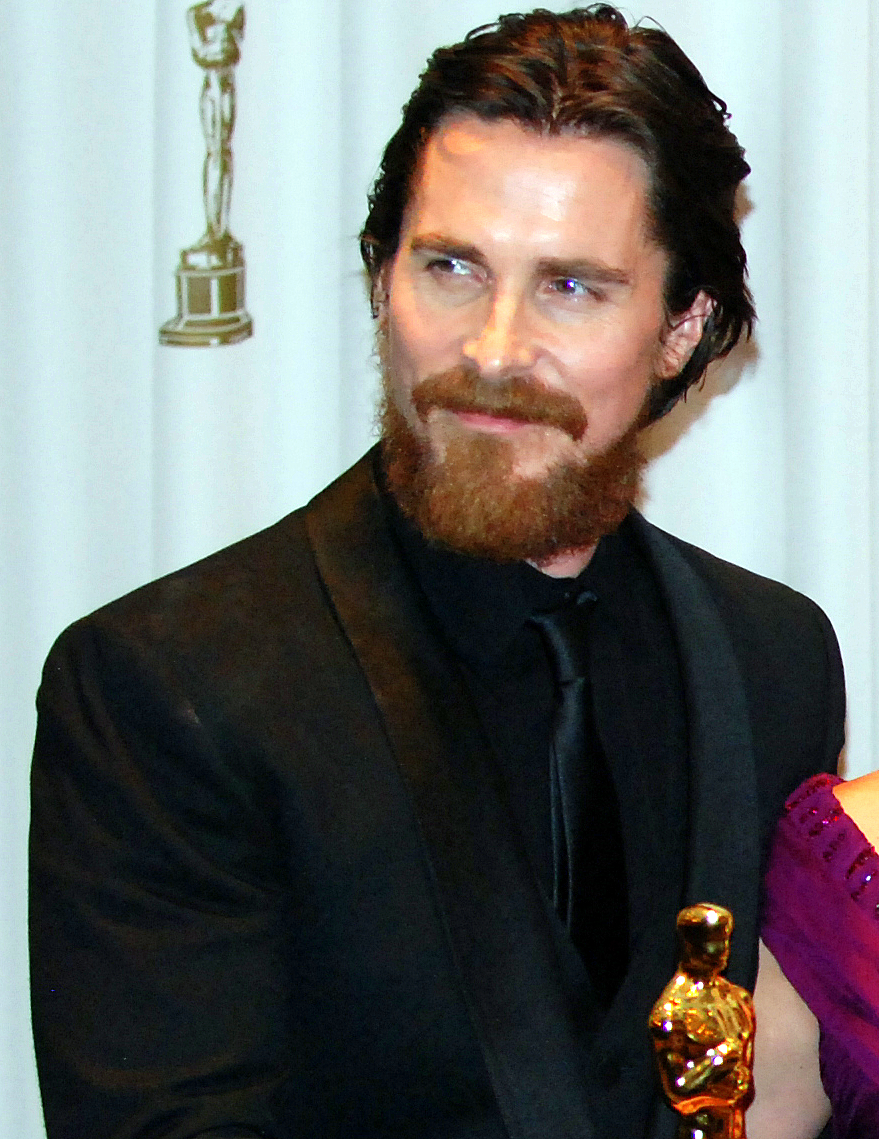
Christian Bale na udílení Oscarů v roce 2011

V devadesátých letech se Bale přestěhoval do Los Angeles, aby zde mohl rozvíjet svoji hereckou kariéru. V roce 2014 obdržel americké státní občanství. O Baleovu osobnost a osobní život je značný veřejný zájem, přestože se on sám snaží držet v ústraní.  V roce 2000 se v Las Vegas oženil s americkou modelkou srbského původu Sandrou Blažić. Pár spolu má dvě děti, dceru a syna.
Bale se stal ve svých sedmi letech vegetariánem. Přiznal ovšem, že příležitostně jí i masité pokrmy. Dle vlastních slov se však vyhýbá červenému masu. Tento postoj zaujal po přečtení dětské knihy Šarlotina pavučinka. Je také aktivistou za práva zvířat. Podporuje například Sea Shepherd Conservation Society, Greenpeace nebo Světový fond na ochranu přírody.
V roce 2008 byl Bale v Londýně zatčen a obviněn z napadení své sestry a matky. Byl propuštěn na kauci. Později Bale tento incident označil za velmi soukromou záležitost. Ještě téhož roku byl však zproštěn všech obvinění na základě nedostatku důkazů.

## Filmografie

### Film
| Rok           | Název                            | Role                       | Poznámky               |
| ------------- | -------------------------------- | -------------------------- | ---------------------- |
| 1987          | Mio, můj Mio                     | Yum Yum                    |                        |
| 1987          | Říše slunce                      | Jim Graham                 |                        |
| 1989          | Jindřich V.                      | Falstaffovo chlapec        |                        |
| 1992          | Newsies                          | Jack Kelly                 |                        |
| 1993          | Swing Kids                       | Thomas Berger              |                        |
| 1994          | Jutský princ                     | Princ Amled                |                        |
| 1994          | Malé ženy                        | Theodore "Laurie" Laurence |                        |
| 1995          | Pocahontas                       | Thomas (hlas)              |                        |
| 1996          | Portrét dámy                     | Edward Rosier              |                        |
| 1996          | Tajný agent                      | Stevie                     |                        |
| 1997          | Metroland                        | Chris Lloyd                |                        |
| 1998          | Sametová extáze                  | Arthur Stuart              |                        |
| 1998          | Chraň i malá zvířátka            | Bobby Platt                |                        |
| 1999          | Sen noci svatojánské             | Demetrius                  |                        |
| 2000          | Americké psycho                  | Patrick Bateman            |                        |
| 2000          | Drsnej Shaft                     | Walter Wade Jr.            |                        |
| 2001          | Mandolína kapitána Corelliho     | Mandras                    |                        |
| 2002          | Laurel Canyon                    | Sam                        |                        |
| 2002          | Království ohně                  | Abercromby                 |                        |
| 2002          | Equilibrium                      | John Preston               |                        |
| 2004          | Mechanik                         | Trevor Reznik              |                        |
| 2004          | Zámek v oblacích                 | Howl Pendragon (hlas)      |                        |
| 2005          | Batman začíná                    | Bruce Wayne / Batman       |                        |
| 2005          | Nový svět                        | John Rolfe                 |                        |
| 2005          | Drsný časy                       | Jim Davis                  | také výkonný producent |
| 2006          | Temný úsvit                      | Dieter Dengler             |                        |
| 2006          | Dokonalý trik                    | Alfred Borden / Fallon     |                        |
| 2007          | 3:10 Vlak do Yumy                | Dan Evans                  |                        |
| 2007          | Beze mě: Šest tváří Boba Dylana  | Jack Rollins / Pastor John |                        |
| 2008          | Temný rytíř                      | Bruce Wayne / Batman       |                        |
| 2009          | Terminator Salvation             | John Connor                |                        |
| 2009          | Veřejní nepřátelé                | Melvin Purvis              |                        |
| 2010          | Fighter                          | Dicky Eklund               |                        |
| 2011          | Květy války                      | John Miller                |                        |
| 2012          | Temný rytíř povstal              | Bruce Wayne / Batman       |                        |
| 2013          | Pryč od pece                     | Russell Baze               |                        |
| 2013          | Špinavý trik                     | Irving Rosefeld            |                        |
| 2014          | EXODUS: Bohové a králové         | Moses                      |                        |
| 2015          | Knight of Cups                   | Rick                       |                        |
| 2015          | Sázka na nejistotu               | Michael Burry              |                        |
| 2016          | Příslib                          | Christopher Myers          |                        |
| 2017          | Song to Song                     |                            | vymazaná scéna         |
| 2017          | Nepřátelé                        | kapitán Joseph J. Blocker  |                        |
| 2018          | Mauglí - příběh džungle          | Bagheera (hlas)            |                        |
| 2018          | Le Mans '66                      | Ken Miles                  |                        |
| 2018          | Vice                             | Dick Cheney                |                        |
| 2022          | Thor: Láska jako hrom            | Gorr the God Butcher       |                        |
| 2022          | Amsterdam                        | Burt Berendsen             | také producent         |
| 2022          | Bledé modré oko                  | Augustus Landor            | také producent         |
| bude oznámeno | The Church of Living Dangerously | John Lee Bishop            |                        |

### Televize
| Rok  | Název                | Role        | Poznámky |
| ---- | -------------------- | ----------- | -------- |
| 1986 | Anastázie            | Alexei      | TV film  |
| 1987 | Heart of the Country | Ben Harris  | 4 díly   |
| 1990 | Ostrov pokladů       | Jim Hawkins | TV film  |
| 1991 | A Murder of Quality  | Tim Perkins | TV film  |
| 1999 | Ježíš                | Ježíš       | TV film  |